# 草津町
草津町（くさつまち）は、群馬県の北西部に位置し、吾妻郡に属する町。地元では「くさづ」とも読まれることもある。

## 概要
町の北と西は三国山脈の2,000メートル級の山々、東と南は海抜約1,200メートルの高原が広がっている。草津白根山周辺は上信越高原国立公園に含まれ、太平洋と日本海の分水嶺になっている。二等三角点「白根山」TR25438743201（北緯36度37分06.0337秒 東経138度31分40.0897秒 / 北緯36.618342694度 東経138.527802694度）以北、長野県境までは、嬬恋村との境界未定地域である。
草津温泉で知られる。隣接する嬬恋村で地熱発電所建設計画が浮上した際に温泉枯渇を懸念して反対した経緯があり、2022年（令和4年）3月に町内で掘削を行う場合には温泉法の知事許可のほか町の許可も要するとする条例が制定された。
居住地の平均標高が1,188.9 mと町としては日本一高い。また、町役場の標高も1,181 mで日本一高い町役場である。

## 地理

### 隣接自治体
- 群馬県
  - 吾妻郡：長野原町、中之条町、嬬恋村
- 長野県
  - 上高井郡高山村

## 気候
ケッペンの気候区分によると、草津町は湿潤大陸性気候・亜寒帯湿潤気候（Dfb）に属する。12月から3月にかけて日平均気温が氷点下となり、寒さが厳しい。降雪量が多く、周辺の自治体と同様に豪雪地帯に指定されている。

冬季はまれに日中でも-10℃以下になり、1984年2月7日には最高気温-12.0℃を記録した。2023年1月25日にも最高気温が-11.4℃となり、日中の気温は-13℃程度であった。
| 草津町（草津）の気候   | 草津町（草津）の気候 | 草津町（草津）の気候 | 草津町（草津）の気候 | 草津町（草津）の気候 | 草津町（草津）の気候 | 草津町（草津）の気候 | 草津町（草津）の気候 | 草津町（草津）の気候 | 草津町（草津）の気候 | 草津町（草津）の気候 | 草津町（草津）の気候 | 草津町（草津）の気候 | 草津町（草津）の気候 |
| 月                     | 1月                  | 2月                  | 3月                  | 4月                  | 5月                  | 6月                  | 7月                  | 8月                  | 9月                  | 10月                 | 11月                 | 12月                 | 年                   |
| ---------------------- | -------------------- | -------------------- | -------------------- | -------------------- | -------------------- | -------------------- | -------------------- | -------------------- | -------------------- | -------------------- | -------------------- | -------------------- | -------------------- |
| 最高気温記録 °C （°F） | 12.4 (54.3)          | 15.5 (59.9)          | 19.8 (67.6)          | 25.5 (77.9)          | 27.6 (81.7)          | 32.0 (89.6)          | 31.0 (87.8)          | 31.3 (88.3)          | 29.1 (84.4)          | 26.5 (79.7)          | 20.7 (69.3)          | 17.8 (64)            | 32.0 (89.6)          |
| 平均最高気温 °C （°F） | −0.4 (31.3)          | 0.7 (33.3)           | 4.7 (40.5)           | 11.5 (52.7)          | 17.0 (62.6)          | 19.6 (67.3)          | 23.4 (74.1)          | 24.2 (75.6)          | 19.8 (67.6)          | 14.5 (58.1)          | 9.1 (48.4)           | 2.9 (37.2)           | 12.3 (54.1)          |
| 日平均気温 °C （°F）   | −4.1 (24.6)          | −3.6 (25.5)          | −0.1 (31.8)          | 6.0 (42.8)           | 11.4 (52.5)          | 14.9 (58.8)          | 18.9 (66)            | 19.6 (67.3)          | 15.6 (60.1)          | 9.9 (49.8)           | 4.4 (39.9)           | −1.2 (29.8)          | 7.6 (45.7)           |
| 平均最低気温 °C （°F） | −7.8 (18)            | −7.8 (18)            | −4.5 (23.9)          | 1.1 (34)             | 6.5 (43.7)           | 11.1 (52)            | 15.5 (59.9)          | 16.2 (61.2)          | 12.3 (54.1)          | 6.0 (42.8)           | 0.4 (32.7)           | −4.8 (23.4)          | 3.7 (38.7)           |
| 最低気温記録 °C （°F） | −15.5 (4.1)          | −15.9 (3.4)          | −12.6 (9.3)          | −9.7 (14.5)          | −4.6 (23.7)          | 2.8 (37)             | 8.2 (46.8)           | 6.5 (43.7)           | 1.7 (35.1)           | −2.4 (27.7)          | −7.3 (18.9)          | −12.0 (10.4)         | −15.9 (3.4)          |
| 降水量 mm （inch）     | 68.5 (2.697)         | 66.1 (2.602)         | 90.6 (3.567)         | 106.2 (4.181)        | 150.7 (5.933)        | 218.3 (8.594)        | 263.5 (10.374)       | 236.8 (9.323)        | 254.6 (10.024)       | 162.5 (6.398)        | 63.9 (2.516)         | 60.4 (2.378)         | 1,758.4 (69.228)     |
| 降雪量 cm （inch）     | 175 (68.9)           | 156 (61.4)           | 149 (58.7)           | 38 (15)              | 0 (0)                | 0 (0)                | 0 (0)                | 0 (0)                | 0 (0)                | 0 (0)                | 9 (3.5)              | 112 (44.1)           | 644 (253.5)          |
| 平均月間日照時間       | 153.0                | 147.8                | 182.4                | 192.3                | 188.9                | 120.0                | 117.7                | 134.2                | 109.0                | 132.7                | 160.8                | 162.5                | 1,799.7              |
| 出典1：気象庁          |                      |                      |                      |                      |                      |                      |                      |                      |                      |                      |                      |                      |                      |
| 出典2：気象庁          |                      |                      |                      |                      |                      |                      |                      |                      |                      |                      |                      |                      |                      |

## 歴史
地名の由来は硫黄臭の強い草津温泉を表した「くさみず」「くそうづ」により、室町時代後期に「草津」、戦国時代に「草生津」「九相津」、江戸時代に「草津」と書かれた。江戸時代の延宝年間には草津温泉の利用者を取り締まる「草津村御法度の次第」が制定されている。戦国時代以来、傷病者、特にハンセン病患者で賑わい、明治期の大火を経て医学博士のエルヴィン・ベルツとコンウォール・リーによりハンセン病に効く湯治場としての地位が確立された。

### 年表
- 1889年（明治22年）4月1日 - 町村制施行に伴い、吾妻郡草津・前口・赤岩・小雨・生須・太子・日影・入山の8箇村が合併し、草津村が成立。
- 1900年（明治33年）7月1日 - 草津村のうち、草津・前口が草津町として分立する。他の地区は六合村（現・中之条町）となる。

## 行政・議会

### 町長
- 黒岩信忠（2010年1月30日就任、4期目）[11]

### 衆議院
- 任期 ： 2024年（令和6年）10月27日 - 2028年（令和10年）10月26日（「第50回衆議院議員総選挙」参照）

| 選挙区 | 議員名   | 党派名     | 当選回数 | 備考   |
| --- | -------- | ---------- | -------- | ------ |
| 群馬県第5区（草津町、渋川市、富岡市、安中市、高崎市〈旧群馬町・箕郷町・榛名町・倉渕村域〉、北群馬郡、甘楽郡、吾妻郡） | 小渕優子 | 自由民主党 | 9        | 選挙区 |

## 人口
| |                                        |  |
| 草津町と全国の年齢別人口分布（2005年） | 草津町の年齢・男女別人口分布（2005年） |  |
| ■紫色 ― 草津町 ■緑色 ― 日本全国 | ■青色 ― 男性 ■赤色 ― 女性              |  |
| 草津町（に相当する地域）の人口の推移 \| 1970年（昭和45年） \| 8,591人 \| \| \| 1975年（昭和50年） \| 9,273人 \| \| \| 1980年（昭和55年） \| 9,341人 \| \| \| 1985年（昭和60年） \| 8,945人 \| \| \| 1990年（平成2年） \| 8,620人 \| \| \| 1995年（平成7年） \| 8,294人 \| \| \| 2000年（平成12年） \| 7,702人 \| \| \| 2005年（平成17年） \| 7,602人 \| \| \| 2010年（平成22年） \| 7,160人 \| \| \| 2015年（平成27年） \| 6,518人 \| \| \| 2020年（令和2年） \| 6,049人 \| \| |                                        |  |
| 総務省統計局 国勢調査より |                                        |  |
| 1970年（昭和45年） | 8,591人                                |  |
| 1975年（昭和50年） | 9,273人                                |  |
| 1980年（昭和55年） | 9,341人                                |  |
| 1985年（昭和60年） | 8,945人                                |  |
| 1990年（平成2年） | 8,620人                                |  |
| 1995年（平成7年） | 8,294人                                |  |
| 2000年（平成12年） | 7,702人                                |  |
| 2005年（平成17年） | 7,602人                                |  |
| 2010年（平成22年） | 7,160人                                |  |
| 2015年（平成27年） | 6,518人                                |  |
| 2020年（令和2年） | 6,049人                                |  |

## 警察
- 長野原警察署草津町交番（吾妻郡草津町草津449-1）

## 消防
- 吾妻広域消防本部
  - 西部消防署（吾妻郡草津町草津2-6）

## 都市提携
- 神奈川県三浦郡葉山町 - 1969年3月29日姉妹都市提携
- 滋賀県草津市 - 1997年9月8日友好都市提携
- ビーティヒハイム・ビッシンゲン（ドイツ バーデン＝ヴュルテンベルク州） - 1962年10月11日姉妹都市提携
- ノイシュティフト・イム・シュトゥーバイタール（オーストリア チロル州） - 1986年3月21日姉妹都市提携
- スノーウィー・リヴァー（オーストラリア ニューサウスウェールズ州） - 1991年7月10日姉妹都市提携
- カルロヴィ・ヴァリ（チェコ ウエストボヘミア州） - 1992年5月20日姉妹都市提携

## 交通

### 鉄道・路線
町内に鉄道路線は通っていない。主に北陸新幹線軽井沢駅や吾妻線長野原草津口駅が利用される。

#### 廃止路線
- 草軽電気鉄道 - 現在の草軽交通。

### ロープウェイ

#### 休止・廃止
- 草津観光公社
  - 白根火山ロープウェイ※休止中？　正式な発表は無い。
    - 草津国際スキー場

### 道路
- 一般国道
  - 国道292号（志賀草津道路、草津バイパス）
草津白根山の山頂付近を通り、国道としては日本で最も標高の高い地点（渋峠：2172m）を通る。
志賀草津道路は、冬期は積雪のため閉鎖される。
- 県道
  - 群馬県道55号中之条草津線
  - 群馬県道59号草津嬬恋線

### バス
国鉄バス時代からの自動車駅である草津温泉駅が第三セクター「草津バスターミナル株式会社」により運営されており、草津町の玄関口の役目を果たしている。
- 草津温泉町内巡回バス
  - ジェイアールバス関東が草津町より受託運行
- ジェイアールバス関東
  - 路線バス 長野原草津口駅 - 草津温泉駅 - 白根火山（志賀草津高原線）
- ジェイアールバス関東・秩父鉄道観光バス
  - 【高速バス 上州ゆめぐり号・東京ゆめぐり号】上野駅・東京駅・新宿駅・練馬駅（練馬区役所前） - 伊香保温泉・草津温泉駅
- 草軽交通
  - 路線バス 軽井沢駅 - 草津温泉駅
- 東急トランセ・京王バス・上田バス
  - 【高速バス】 渋谷駅 - 軽井沢・草津温泉駅
- 関越交通・関東バス
  - 【高速バス】 吉祥寺駅 - 草津温泉駅
- 秩父鉄道観光バス（ジェイアールバス関東アライアンス）
  - 【高速バス】 加須駅・行田市駅・熊谷駅 - 伊香保温泉・草津温泉駅
- 群馬バス（ジェイアールバス関東アライアンス）・西東京バス
  - 【高速バス】 京王八王子駅・JR八王子駅 - 伊香保温泉・草津温泉駅
- 広栄交通バス（ジェイアールバス関東アライアンス）
  - 【高速バス】 大宮駅・川越駅 - 草津温泉駅
- 上田バス
  - 急行バス 上田駅 - 草津温泉駅
- 長電バス
  - 急行バス 長野駅 - 草津温泉駅 ※冬季運休

### 道の駅
- 草津運動茶屋公園

## 教育

### 小学校
- 草津町立草津小学校

### 中学校
- 草津町立草津中学校

### 図書館
- 草津町立温泉図書館

## 観光

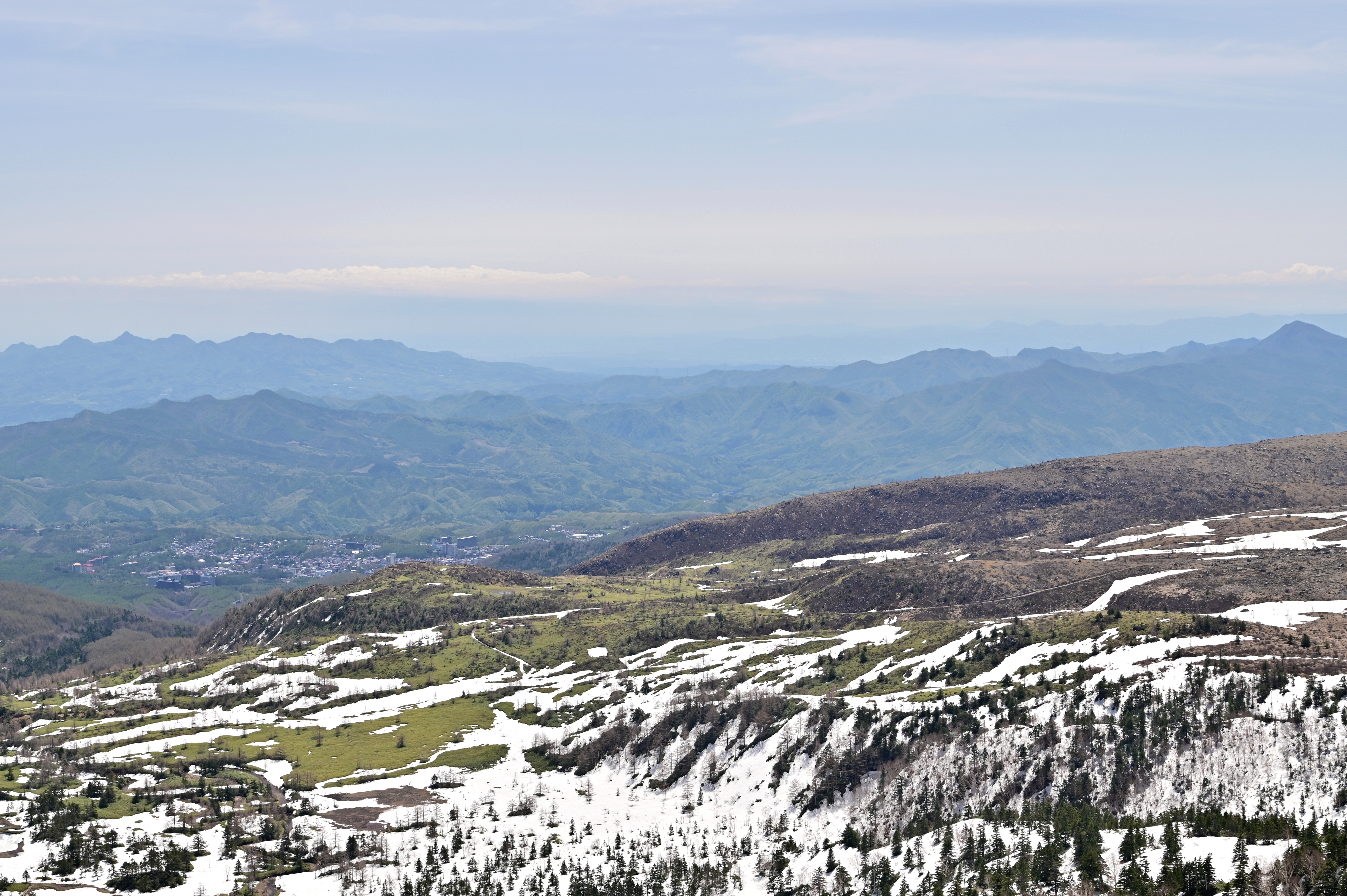
志賀草津道路の渋峠付近から望む草津町市街地（2022年5月）

### 名所・旧跡
- 草津温泉
- 草津熱帯圏
- 片岡鶴太郎美術館
- 草津温泉スキー場
- 草津白根山
- 常布の滝
- 草津高原ゴルフ場
- 白根神社
- 草津穴守稲荷神社
- 光泉寺
- 志賀草津道路

### 祭事・催事
- 5月 - 花祭り
- 6月 - 草津国際男子テニス（2005年 - ）
- 7月 - 白根神社祭り
- 8月 - 温泉感謝祭
- 8月 - 草津国際音楽アカデミー&フェスティバル
- 不定期開催 - 草津国際女子テニス大会（2002年 - ）

## 人物

### 出身著名人
- 荻原郁夫 (旧姓：山本) - 杏林製薬元社長
- 荻原健司 - 長野県長野市長、元スキーノルディック複合選手、元参議院議員
- 荻原次晴 - スポーツコメンテーター、タレント、元スキーノルディック複合選手
- 進音 - シンガーソングライター
- 中村俊介 - 俳優
- 中山律子 - プロボウラー
- 萩原渉 - 第94代群馬県議会議長
- 山口鶴男 - 元総務庁長官、元衆議院議員、元日本社会党書記長
- 山本一太 - 群馬県知事、元参議院議員、元内閣府特命担当大臣
- 山本富雄 - 元農林水産大臣、元参議院議員
- 山本龍 - 元前橋市長

### 草津にゆかりのある著名人
- エルヴィン・フォン・ベルツ：草津温泉を再評価し、世界に紹介した。
- 平井晩村：詩人。草津節の原作者とされる。
- 村越化石：俳人。草津に在住し没す。
- 水野仙子：作家。田山花袋の女弟子。草津に没す。
- 川合勇太郎：民俗学者。草津町誌『草津温泉誌』第1巻（1976年）の「近世の草津」を執筆。
- 十返舎一九：江戸期の戯作者。「上州草津道中続膝栗毛」など。
- 服部ケサ：女性医師。草津でハンセン病治療にあった最初の医師。草津に没す。
- 三上千代：看護師。草津でハンセン病看護を行った最初の看護師。ナイチンゲール記章。
- コンウォール・リー：宣教師。草津で最初にハンセン病病院を開設。
- 成田悠輔：経済学者、起業家。母方の祖父母が草津に住んでいた。

## スポーツ
- ザスパ草津チャレンジャーズ（群馬県社会人サッカーリーグ所属）
日本プロサッカーリーグ（Jリーグ）に所属するザスパ群馬のセカンドチーム。ホームスタジアムは本白根第3グランド。
元々ザスパは草津町を発祥の地としており、2005年にJリーグへ加盟時に前橋市を含めた全県による広域ホームタウンとなる。チーム名も「ザスパ草津」であったが、全県ホームタウンの意識を強めるため、2013年2月1日付でチーム名の「草津」を愛称部分に変更し「ザスパクサツ群馬」のチーム名となり、さらに2024年からは練習場が前橋市に開設されたのを機に呼称が「ザスパ群馬」となり、加えてホームタウンの中心となる自治体から草津町が除外され、クラブ（トップチーム）と草津町との結びつきは薄くなっている。